# Mạng điện thoại
Mạng điện thoại là mạng viễn thông được sử dụng cho các cuộc gọi điện thoại giữa hai hoặc nhiều bên.
Có một số loại mạng điện thoại khác nhau như sau:
- Mạng điện thoại cố định nơi điện thoại phải được kết nối trực tiếp vào một tổng đài điện thoại. Điều này được gọi là mạng điện thoại chuyển mạch công cộng hoặc PSTN.
- Một mạng không dây nơi điện thoại là điện thoại di động và có thể di chuyển xung quanh bất cứ nơi nào trong vùng phủ sóng.
- Một mạng riêng trong đó một nhóm điện thoại khép kín được kết nối chủ yếu với nhau và sử dụng một cổng để tiếp cận với thế giới bên ngoài. Điều này thường được sử dụng trong các công ty và trung tâm cuộc gọi và được gọi là tổng đài nhánh riêng (private branch exchange - PBX).
- Mạng số dịch vụ tích hợp (ISDN)

Các nhà khai thác điện thoại công cộng (PTO) sở hữu và xây dựng mạng lưới của hai loại đầu tiên và cung cấp dịch vụ cho công chúng theo giấy phép từ chính phủ quốc gia. Các nhà khai thác mạng ảo (VNO) cho thuê bán buôn từ các PTO và bán trực tiếp trên dịch vụ điện thoại cho công chúng